# Dobrzyń (województwo zachodniopomorskie)
Dobrzyń (do 2005 r. Dobrzyn) – wieś w północno-zachodniej Polsce, położona w województwie zachodniopomorskim, w powiecie gryfickim, w gminie Gryfice.
W latach 1946–1998 miejscowość położona była w województwie szczecińskim.
Gmina Gryfice utworzyła jednostką pomocniczą – "Sołectwo Dobrzyń", które obejmuje jedynie wieś Dobrzyń. Organem uchwałodawczym sołectwa jest zebranie wiejskie, na którym mieszkańcy wybierają sołtysa. Działalność sołtysa wspomaga jest rada sołecka, która liczy od 3 do 7 osób – w zależności jak ustali wyborcze zebranie wiejskie.
W 2005 roku zmieniono nazwę wsi z Dobrzyn na Dobrzyń.